# Cervione
Cervione (korziško Cervioni) je naselje in občina v francoskem departmaju Haute-Corse regije - otoka Korzika. Leta 2012 je naselje imelo 1.801 prebivalca.

## Geografija
Kraj leži v severovzhodnem delu otoka Korzike 49 km južno od središča Bastie.

## Uprava
Cervione je sedež kantona Campoloro-di-Moriani, v katerega so poleg njegove vključene še občine Sant'Andréa-di-Cotone, San-Giovanni-di-Moriani, San-Giuliano, Santa-Lucia-di-Moriani, Santa-Maria-Poggio, San-Nicolao, Santa-Reparata-di-Moriani in Valle-di-Campoloro s 6.533 prebivalci.
Kanton Campoloro-di-Moriani je sestavni del okrožja Corte.

## Zanimivosti
- katedrala sv. Erazma iz 18. stoletja
- nekdanji samostan sv. Frančiška, danes središče mednarodnega glasbenega festivala "Jazz au Couvent",
- marmorni kip Device Marije Statue de Scupiccia vrh 750 metrov visokega hriba Scupiccie.